# Измамен образ
„Измамен образ“ (на хинди: दृश्यम्) е индийски филм от 2015 година, криминален трилър на режисьора Нишикант Камат по сценарий на Упендра Сидхайе, базиран на едноименния филм от 2013 година на Джетху Джоузеф.
В центъра на сюжета е семейство от средната класа, което извършва непредумишлено убийство на сина на местния полицейски начални, подложено е на грубо полицейско насилие по време на разследването, а когато това се разчува успява да се измъкне безнаказано от положението. Главните роли се изпълняват от Аджай Девган, Табу, Шрия Саран, Ишита Дута, Камлеш Савант.